# Aphis senecionicoides
Aphis senecionicoides är en insektsart som beskrevs av Blanchard 1944. Aphis senecionicoides ingår i släktet Aphis och familjen långrörsbladlöss. Inga underarter finns listade i Catalogue of Life.